# 1433 az irodalomban
Az 1433. év az irodalomban.

## Születések
- október 19. – Marsilio Ficino itáliai orvos, filozófus, költő, humanista († 1499)